# Markus Grosskopf
Pour les articles homonymes, voir Grosskopf.
Markus Großkopf, né le 21 septembre 1965 à Hambourg, Allemagne, est le bassiste et un des deux rescapés du line-up original du groupe allemand de power metal Helloween (l'autre étant le guitariste Michael Weikath).

## Biographie
Il a commencé à jouer de la basse à l'âge de 15 ans pour rejoindre un ami batteur et un ami guitariste qui étaient à la recherche d'un bassiste. Il a acheté sa première basse et ils ont commencé à jammer sur des reprises des Sex Pistols, Ramones et d'autres groupes similaires. Quelque temps plus tard, il les quitte et se met à chercher un groupe plus heavy et faisant des concerts. C'est alors qu'il rencontre Kai Hansen et son groupe "Second Hell", avec lesquels il se met à jouer. Bientôt, le groupe est rejoint par l'ancien guitariste de « Powerfool » Michael Weikath et adopte le nom de Helloween, la formation originale étant Kai Hansen (guitare/chant), Michael Weikath (guitare), Markus Großkopf (basse) et Ingo Schwichtenberg (batterie).
Les premières chansons que Markus a écrites pour le groupe ont été utilisées comme B-sides, mais depuis ""Rabbit Don't Come Easy"" (qui contenait 3 de ses titres), ses chansons apparaissent dans les albums.

## Projets parallèles
Son premier album solo sorti en 1998 s'appelle Shockmachine. Il y joue de la basse et de la guitare rythmique.
Markus a également joué de la basse sur les deux premiers albums de Tobias Sammet's Avantasia, le projet du chanteur d'Edguy sortis en 2001 et 2002.
Avec Ken Hensleys et John Lawtons (Uriah Heep), il a joué de la basse sur une nouvelle version orchestrale de la chanson Salisbury jouée live au “Hamburg Markthalle” et sortie en video en 2001.
Il a aussi travaillé avec le groupe Kickhunter, qui a sorti son premier album Hearts and Bones en 2002 sur lequel Markus a été bassiste, guitariste et producteur. Puis, pour le même groupe, Little Monsters en 2007.
Mais le plus important et ambitieux était son propre side-project centré sur la basse, Markus Grosskopf's Bassinvaders - Hellbassbeaters qui a vu le jour le vendredi 25 janvier 2008.

## Style de jeu
Le style de jeu de Markus se caractérise par des lignes de basse très en avant, avec parfois des solo comme sur Heavy Metal (Is The Law) ou Eagle Fly Free, qui est le plus connu. Il utilise aussi bien ses doigts qu'un médiator, suivant la chanson. Le plus souvent, il utilise un médiator les lignes de basse les plus simples, comme sur I Want Out ou Just a Little Sign, et ses doigts pour des styles de jeu plus lead, comme sur Eagle Fly Free ou Halloween. Son style de jeu s'est élargi sur l'album d'Helloween Keeper of the Seven Keys - The Legacy, dans lequel on entend plus de solos de basse et de parties lead, comme sur Invisible Man, Light the Universe et même du slap dans le premier single Mrs. God', même s'il avait déjà slappé sur la chanson Goin' Home de l'album Pink Bubbles Go Ape et sur le long break de "Mission Motherland" sur l'album Time Of The Oath.
Mais son talent est encore mieux mis en valeur dans son side-project Bassinvaders - Hellbassbeaters.

## Matériel

### Amplificateurs
- Ampeg SVT 400 Watt amplifier
- Ampeg SVT 8/10" Cabinets

### Basses
- Dommenget Telecaster Custom Bass
- Fender Precision Bass
- Fender Jazz Bass
- Sandberg American Basses
- Bc Rich Eagle Bass